# Florence Brudenell-Bruce
Florence „Flea“ Anna Marie St George (* 21. November 1985 in London, England als Florence Brudenell-Bruce) ist ein britisches Model und Schauspielerin.

## Leben
Brudenell-Bruce ist die Tochter des Weinhändlers Andrew Brudenell-Bruce, einem Nachfahren von Ernest Brudenell-Bruce, 3rd Marquess of Ailesbury, 9th Earl of Cardigan und der französischen Schauspielerin Sophie Brudenell-Bruce. Sie hat drei ältere Geschwister, einen Bruder und zwei Schwestern. Sie wuchs in London Borough of Hammersmith and Fulham auf und besuchte die Woldingham School und später die Stowe School. Sie ist Absolventin der University of Bristol, wo sie Kunstgeschichte studierte. Im Jahr 2011 war sie für einige Monate in einer Beziehung mit Prinz Harry. Am 6. Juli 2013 heiratete sie Henry Edward Hugh St George, Enkel des Marchese di San Giorgio und Enkel mütterlicherseits des Hugh FitzRoy, 11. Duke of Grafton. Am 22. Juli 2014 kam die gemeinsame Tochter zur Welt.

## Karriere
Mit 15 Jahren nahm sie erste Modelaufträge entgegen. Es folgten Aufträge für Sport- und Badebekleidung sowie Unterwäsche und arbeitete für Unternehmen wie Adidas und John Lewis & Partners.
2009 übernahm sie eine größere Rolle im Bollywood-Film Gestern, heute & für immer – Love Aaj Kal. 2011 hatte sie eine Besetzung in dem Fernsehfilm Lewis – Der Oxford Krimi und im Folgejahr in The Crime. 2013 übernahm sie eine größere Rolle in dem Tierhorrorfilm Robocroc.
Aufgrund einer postpartalen Stimmungskrise zog sie sich weitestgehend aus der Öffentlichkeit zurück und entdeckte die Töpferei für sich. 2020 nahm sie am Fernsehformat The Great Pottery Throw Down teil, wo die Kandidaten mit ihrer Töpfer- und Keramikkunst unter Aufsicht einer Jury gegeneinander antreten. In einem Interview im April 2020 äußerte sie sich, dass sie aufgrund der Beziehung zu Prinz Harry und dem damit verbundenen in der Öffentlichkeit stehen unter Panikattacken litt.

## Filmografie
- 2009: Gestern, heute & für immer – Love Aaj Kal (Love Aaj Kal)
- 2011: Lewis – Der Oxford Krimi: The Mind Has Mountains (Fernsehfilm)
- 2012: The Crime
- 2013: Robocroc (Fernsehfilm)